# Episodi di Dirty John (seconda stagione)
La seconda stagione della serie televisiva Dirty John, composta da 8 episodi, è stata trasmessa negli Stati Uniti su Bravo dal 3 giugno 2020 al 15 luglio 2020.
In Italia, la stagione è stata interamente distribuita su Netflix il 14 agosto 2020.
| n° | Titolo originale             | Titolo italiano                 | Prima TV USA   | Pubblicazione Italia |
| -- | ---------------------------- | ------------------------------- | -------------- | -------------------- |
| 1  | No Fault                     | Senza colpa                     | 3 giugno 2020  | 14 agosto 2020       |
| 2  | The Turtle and the Alligator | La tartaruga e l'alligatore     | 3 giugno 2020  | 14 agosto 2020       |
| 3  | Marriage Encounter           | Incontri matrimoniali           | 10 giugno 2020 | 14 agosto 2020       |
| 4  | More to It Than Fun          | Non esiste solo il divertimento | 17 giugno 2020 | 14 agosto 2020       |
| 5  | Scream Therapy               | La terapia dell'urlo            | 24 giugno 2020 | 14 agosto 2020       |
| 6  | The Twelfth of Never         | Per tutta la vita e oltre       | 1 luglio 2020  | 14 agosto 2020       |
| 7  | The Shillelagh               | Lo Shillelagh                   | 8 luglio 2020  | 14 agosto 2020       |
| 8  | Perception is Reality        | La percezione è realtà          | 15 luglio 2020 | 14 agosto 2020       |